# Vesica piscis

Vesica piscis

Vesica piscis (vejiga de pez, en latín) es un símbolo hecho con dos círculos del mismo radio que se intersecan de manera que el centro de cada círculo está en la circunferencia del otro. Esta forma se denomina también mandorla (que significa "almendra", en italiano).[cita requerida]
Era un símbolo conocido en las antiguas civilizaciones de Mesopotamia, África y Asia.[cita requerida]

## Significado místico y religioso

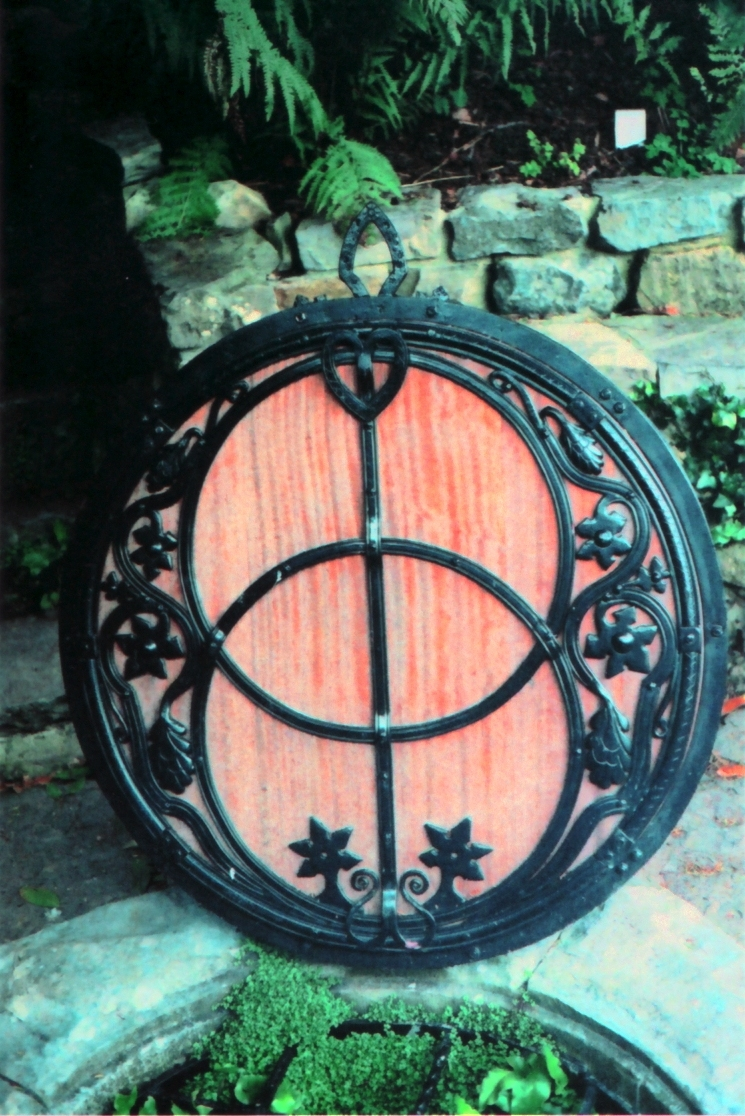
Tapa del Pozo del Cáliz, con un trabajo artístico de una vesica piscis.

En diversos periodos de la historia ha sido tema de especulaciones místicas; probablemente los primeros fueron los Pitagóricos, que la consideraban una figura sagrada. La razón matemática de su anchura (medida por los puntos extremos del "cuerpo", sin incluir la "cola") por su altura fue aproximada por el cociente 265:153. Esta razón, que da 1,73203, se consideró un número sagrado llamado la medida del pez.[cita requerida]
Exactamente, la razón geométrica de estas dimensiones es la raíz cuadrada de 3, o 1,73205... ya que, si se traza la línea recta que une los centros de ambos círculos, junto con los dos puntos donde los círculos se intersecan, se obtienen dos triángulos equiláteros unidos por un lado. El cociente 265:153 es una aproximación a la raíz cuadrada de 3, y tiene la propiedad de que no se puede obtener ninguna aproximación mejor con números más pequeños. El número 153 aparece en el Evangelio de Juan (21:11) como el número de peces que Jesús hizo que se capturaran en la milagrosa captura de los peces, lo que algunos consideran como una referencia cifrada de las creencias pitagóricas. Coventry Patmore escribió un poema titulado Vessica Piscis, en la sección XXIV del Libro I de su ciclo The Unknown Eros  (El Eros desconocido, 1877).

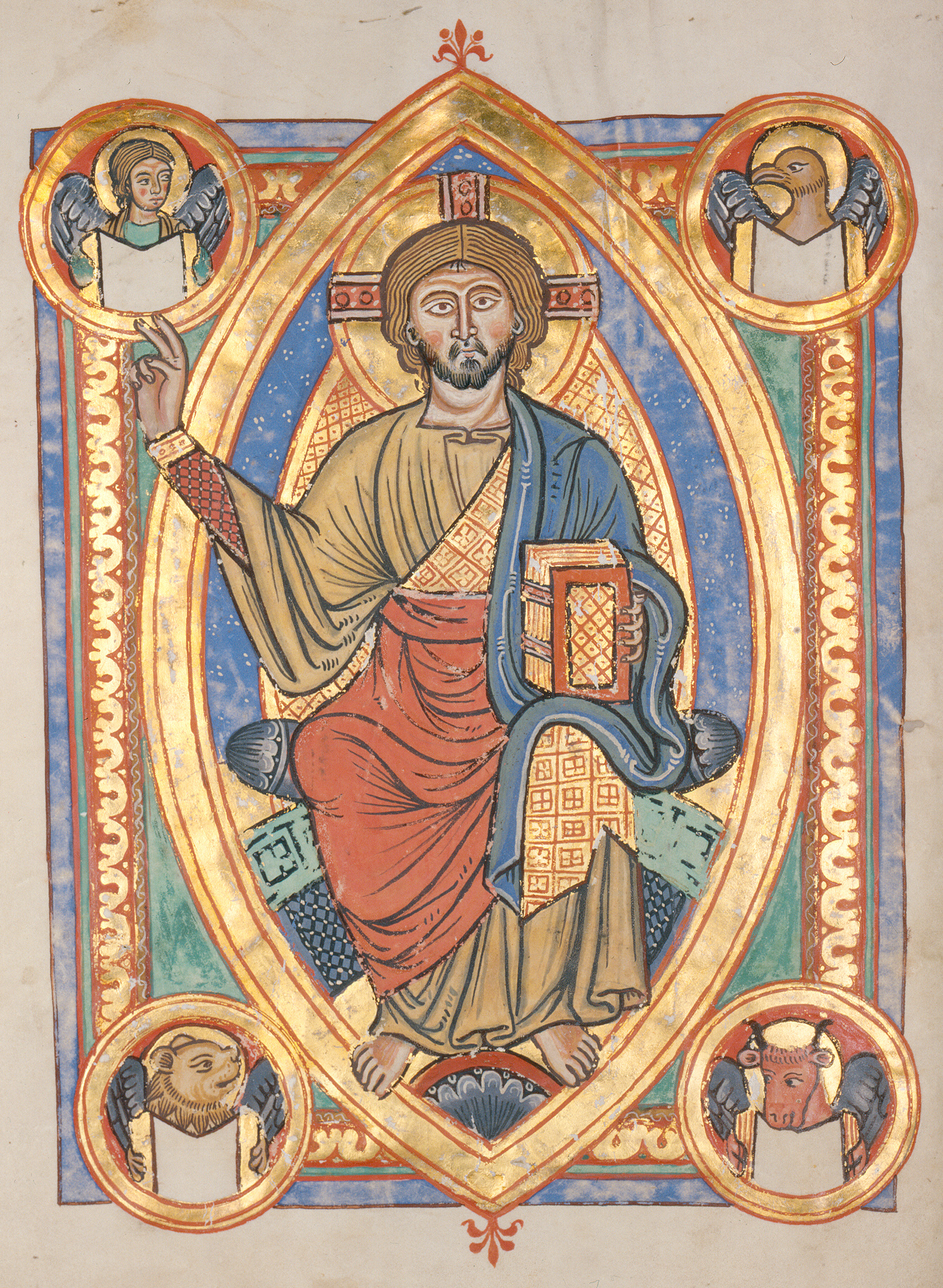
Jesús dentro de una forma de vesica piscis o mandorla en un manuscrito medieval iluminado -en las esquinas de la mandorla dentro de sus cuatro respectivos círculos están las alegorías de los cuatro evangelistas.

## Usos de la forma
En el arte cristiano, algunas aureolas tienen la forma de una vesica piscis vertical, y hay algunos sellos de organizaciones eclesiásticas que están rodeados de una vesica piscis vertical (en vez de la más usual forma circular).[cita requerida]
La tapa del pozo del Cáliz de Glastonbury (Somerset) contiene una versión estilizada del diseño de una vesica piscis.[cita requerida]